# Chlebny-Gasse

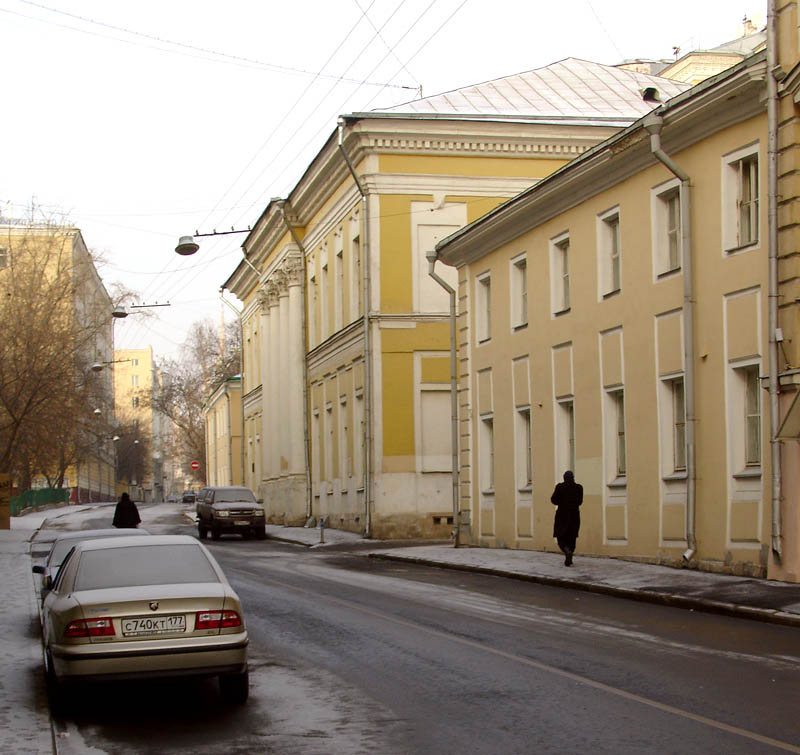
Chlebny-Gasse

Die Chlebny-Gasse (russisch Хлебный переулок Chlebny pereulok) ist eine Straße, die an der Grenze der Bezirke Arbat und Presnenski im Zentralen Verwaltungsbezirk Moskaus liegt. Sie führt parallel zur Powarskaja-Straße von der Mersljakowski-Gasse zu der Skatertny-Gasse. Die Länge beträgt 0,66 Kilometer.

## Geschichte
Die Chlebny-Gasse liegt an dem Gebiet der ehemaligen Powarskaja sloboda. Das war ein Gebiet, wo Zarenköche und weiteres Dienstpersonal lebten und arbeiteten. Hauptstraße von Sloboda war die Powarskaja-Straße (Köche-Straße), entlang der Chlebny-Gasse lebten Bäcker (Chleb bedeutet Brot) und befanden sich Hofbäckereien. Als Sankt Petersburg 1712 zur neuen Hauptstadt wurde, übertrug man dorthin den Hof mit der Hofküche. Dann wurde das Gebiet von Powarskaja Sloboda von Adelshäusern und Häusern von Kaufleuten aufgebaut. Ende des 19. bis Anfang des 20. Jahrhunderts wurde die Chlebny-Gasse mit Wohnhäusern bebaut.

## Beschreibung

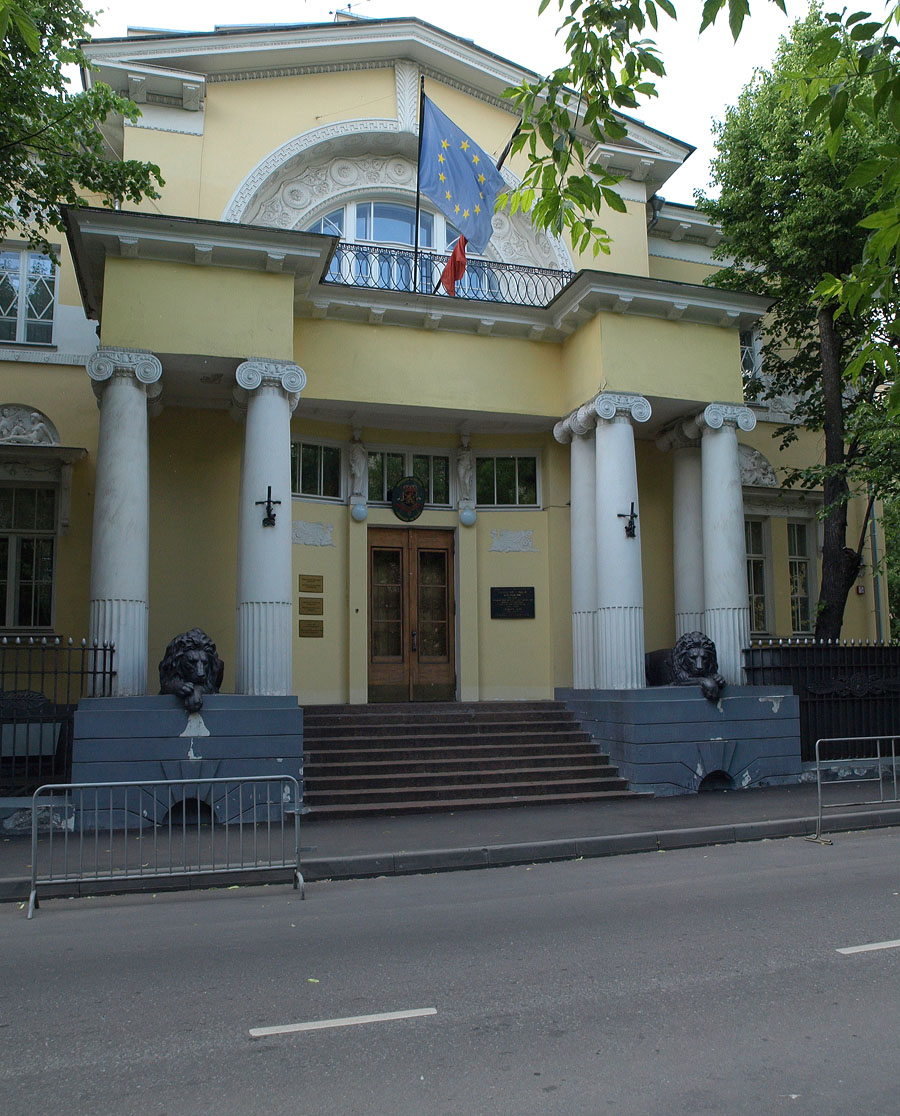
Belgische Botschaft

- Hausnummer 15 – das Gribow-Herrenhaus wurde 1909 von den Architekten Boris Welikowski und Alexei Milykow, unter Mitarbeit Leonid Wesnins für den Kaufmann Wladimir Gribow gebaut.  Ein Gebäude im Stil des Klassizismus, mit Kolonnade, Fronton und zwei gusseisernen Löwen. Nach der Oktoberrevolution befand sich hier zuerst eine Verwaltung der Militärtopografie der Roten Armee, danach eine Schule. Nach dem Zweiten Weltkrieg und bis heute residiert hier die belgische Botschaft, auch befindet sich hier der Militärattaché von Belgien. Das Gebäude wurde von Belgien restauriert. 1961, nach dem Tod von Patrice Lumumba, wurden vor dem Gebäude massive Demonstrationen durchgeführt und das Gebäude wurde etwas beschädigt.

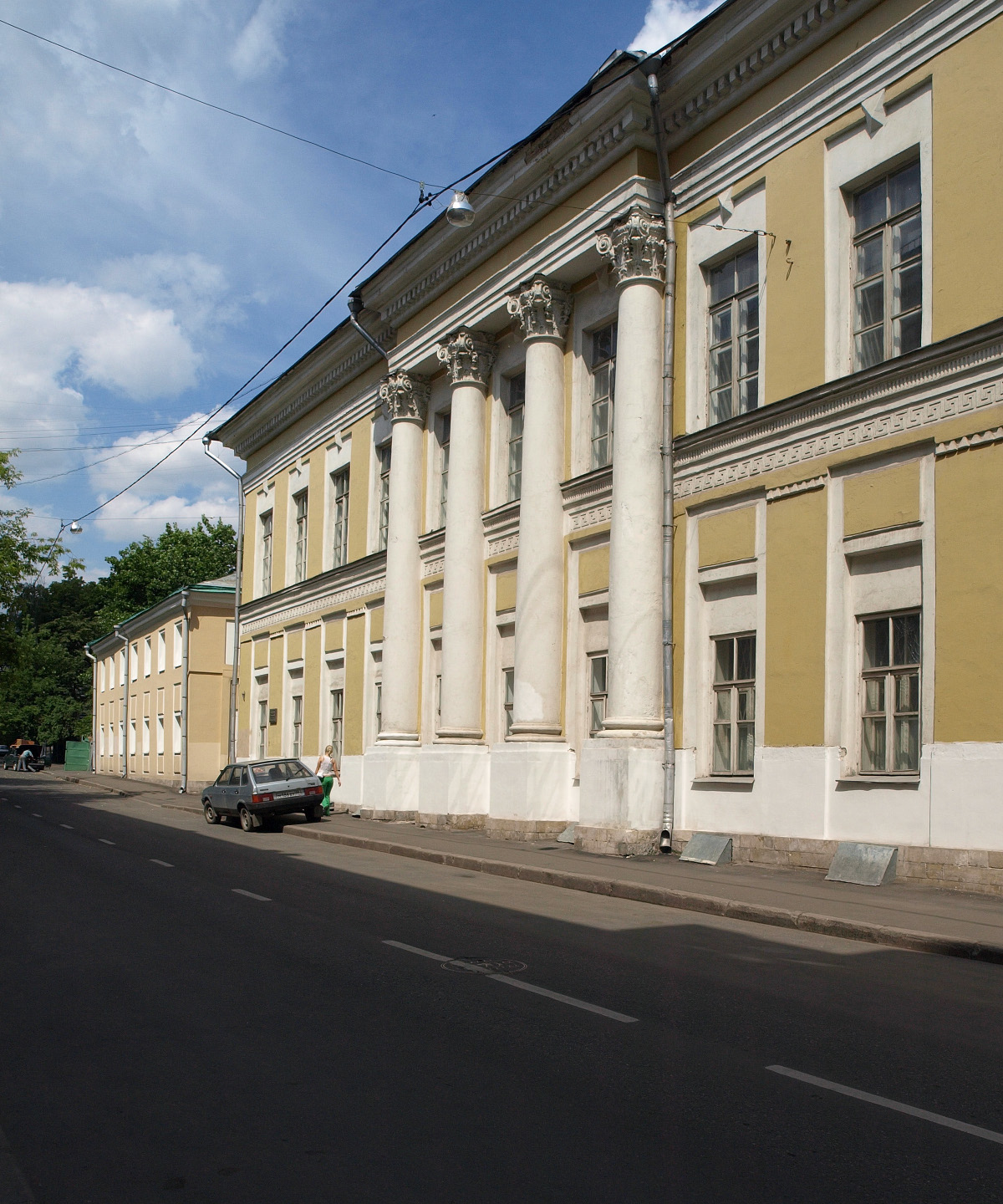
Usadba Kamynina

- Hausnummer 2/3 – klassizistisches Kamynins Herrenhaus (rus. Usadba Kamynina). Ältestes Gebäude der Gasse, Baubeginn 1758, 1770 wurde das zentrale Gebäude mit dem rechten Flügel, 1778 der linke Flügel errichtet. Erster Besitzer war Ober-Prokuror Lykjan Iwanowitsch Kamynin. Während des Brands 1812 wurde es beschädigt, 1815 von dem Kaufmann M. P. Sabelin gekauft und 1821–1823 umgebaut. Danach wurde das Gebäude als Mietshaus genutzt. Zu Beginn des 20. Jahrhunderts gab es ein privates Gymnasium. Jetzt befindet sich hier das Institut des Studiums der USA und Kanadas der RAW (russ. Институт США и Канады РАН).
- Hausnummer 6 – ein zweistöckiges Gebäude von 1868 des Architekten Kasimir Grinewski. Von 1911 bis 1923 lebte hier der bekannte Wissenschaftler Dmitri Nikolajewitsch Anutschin.
- Hausnummer 6a – ein einstöckiges Holzhaus von 1830, ein Kulturdenkmal. Hier lebte 1902–1925 der Komponist Nikolai Kotschetow, 1925–1951 sein Sohn Wadim Kotschetow, auch Komponist.
- Hausnummer 8 – ein Mietshaus von 1903, erbaut von Wladimir Wladimirowitsch Sherwood.
- Hausnummer 20/3 – das Nekrassow-Wohnhaus, wurde 1906 von Roman Iwanowitsch Klein für den sibirischen Goldgräber Iwan Ignatjewitsch Nekrassow im Stil der Moderne und Neugotik erbaut. Jetzt residiert hier der Botschafter Chiles.
- Hausnummer 18/6 – wurde vom Architekten Sergei Solowjow für sich selbst, unter Mitarbeit von Marija Wassiljewna Jakuntschikowa und Nikolai Andrejewitsch Andrejew gebaut. Ehemalige Botschaft Georgiens, seit 2008 befindet sich hier eine diplomatische Mission der Schweiz, die eine diplomatische Kommunikation zwischen Russland und Georgien führte.
- Hausnummer 19 – ein Wohnhaus von 1913. Hier lebte 1919–1933 der bekannte Psychiater Pjotr Borissowitsch Gannuschkin. 1918 befand sich hier auch ein konspiratives Quartier von Bruce Lockhart.
- Hausnummer 21/4 – ein zweistöckiges M-A.-Tarasow-Herrenhaus, wurde 1909–1910 von Michail Geisler und Karl Greinert erbaut.
- Hausnummer 22 – Holzhaus von 1858, gehörte E. K. Fadejewa.
- Hausnummer 24 – fünfstöckiges Wohnhaus, das 1904 von Konstantin Fjodorowitsch Burow erbaut wurde. 1948–1968 lebte hier der Marschall der Sowjetunion Wassili Danilowitsch Sokolowski.
- Hausnummer 28 – Wohnhaus von 1815 im Stil des Empires. Wurde 1887, 1991, 1909 umgebaut. Hier lebte der Komponist Alexei Nikolajewitsch Werstowski, 1935–1941 residierte hier der deutsche Militärattaché Ernst-August Köstring. Seit 1944 befindet sich hier die Botschaft Islands.

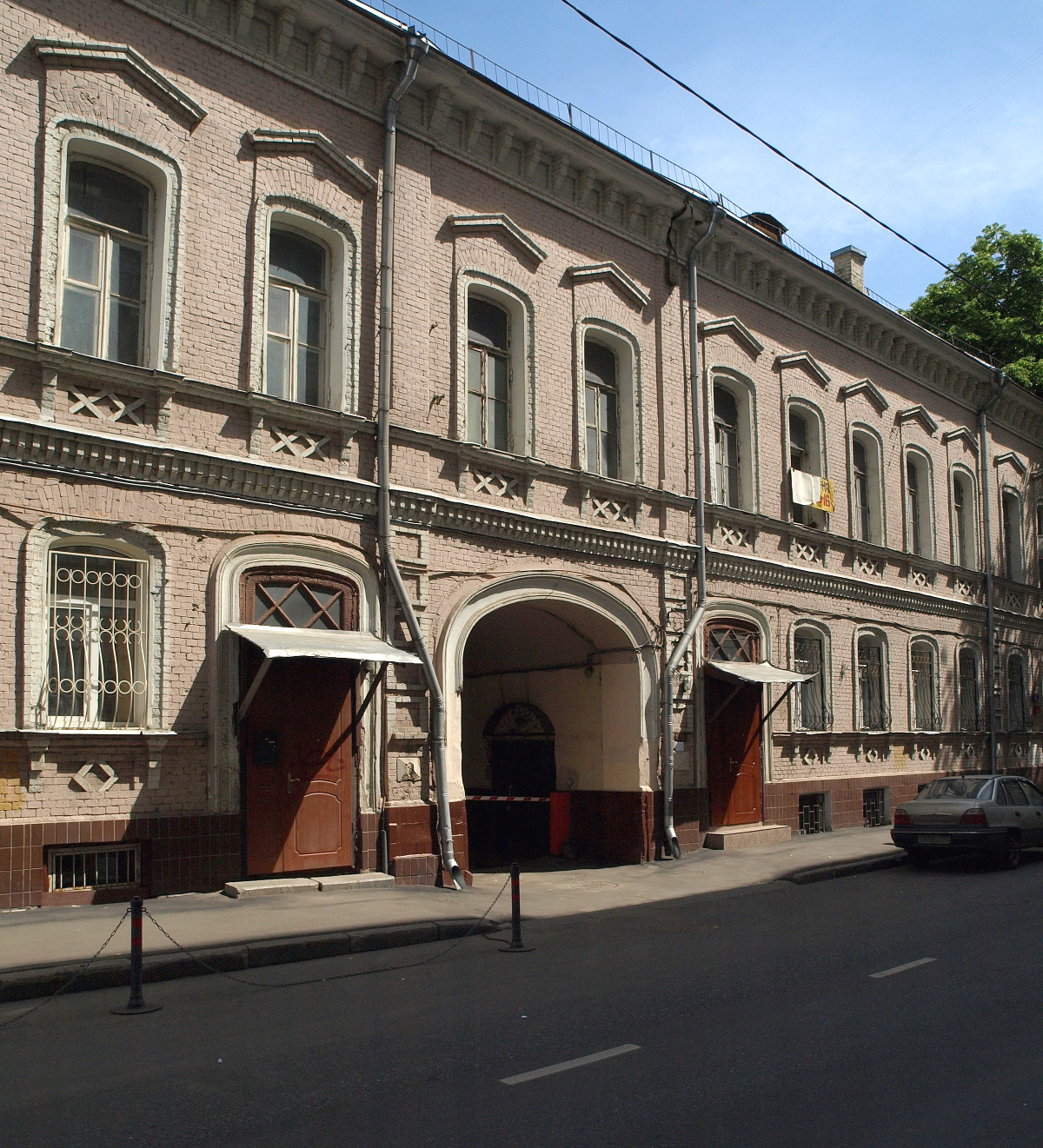
Hausnummer 6
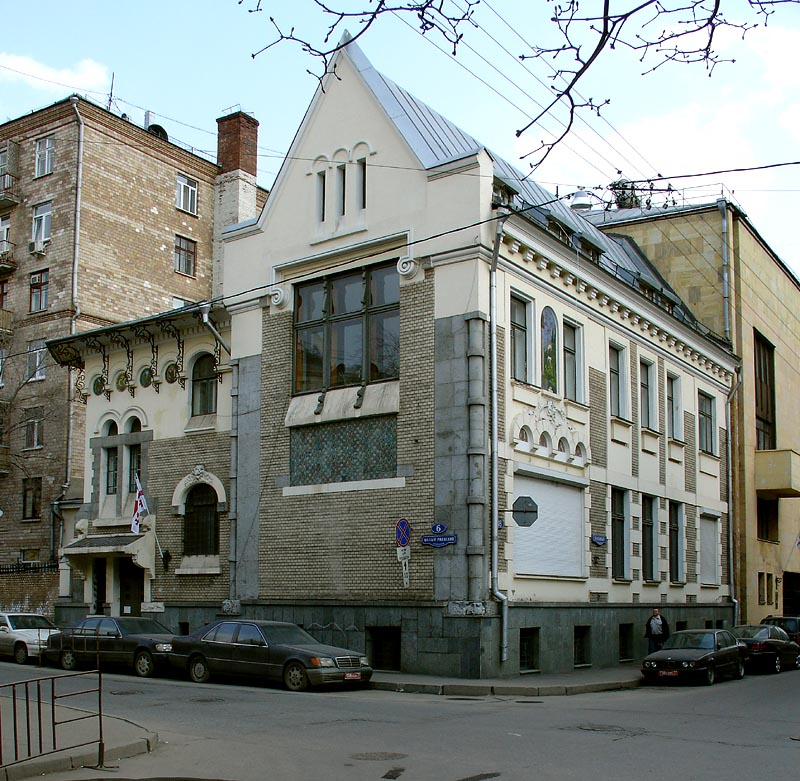
Hausnummer 18/6
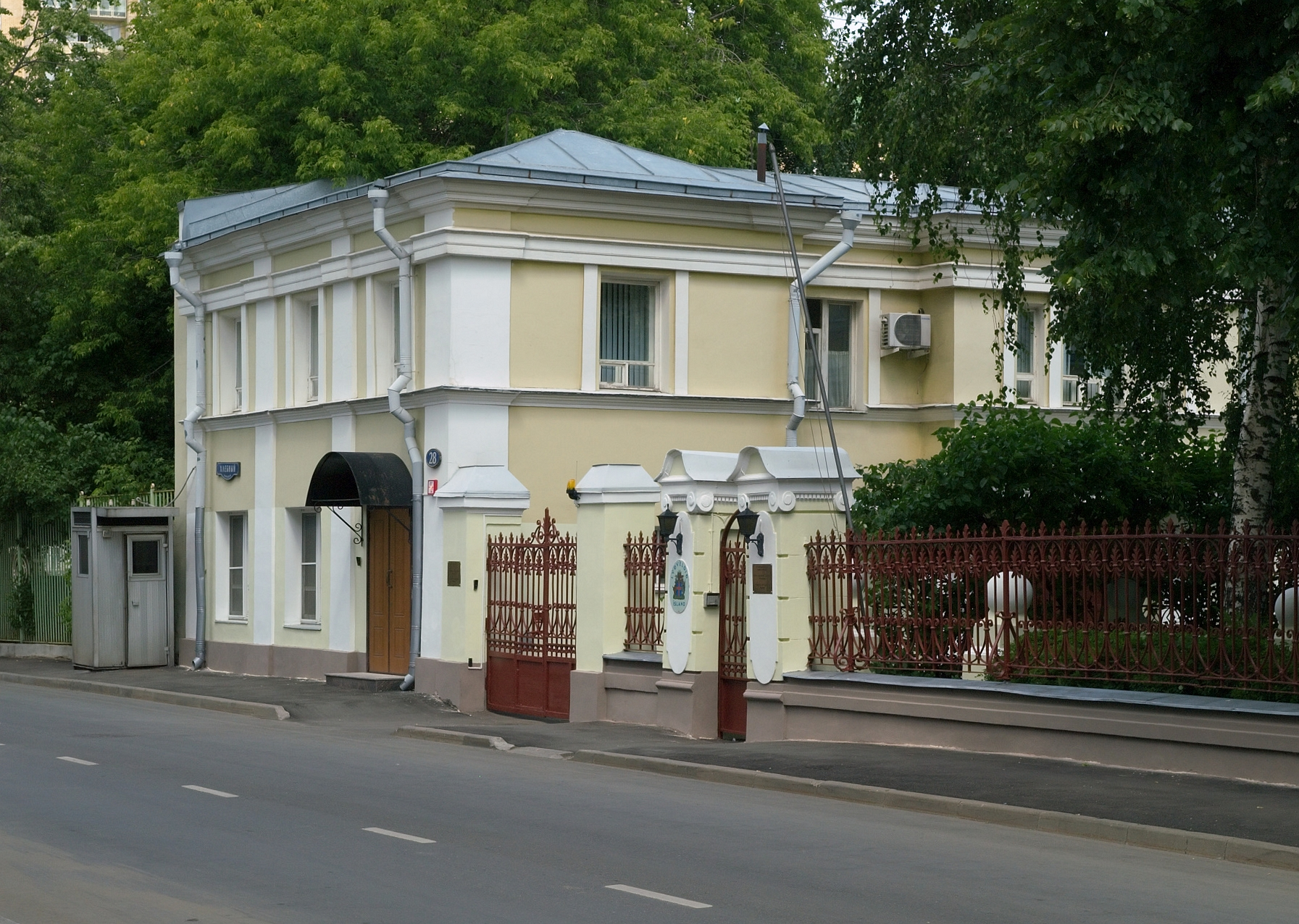
Hausnummer 28
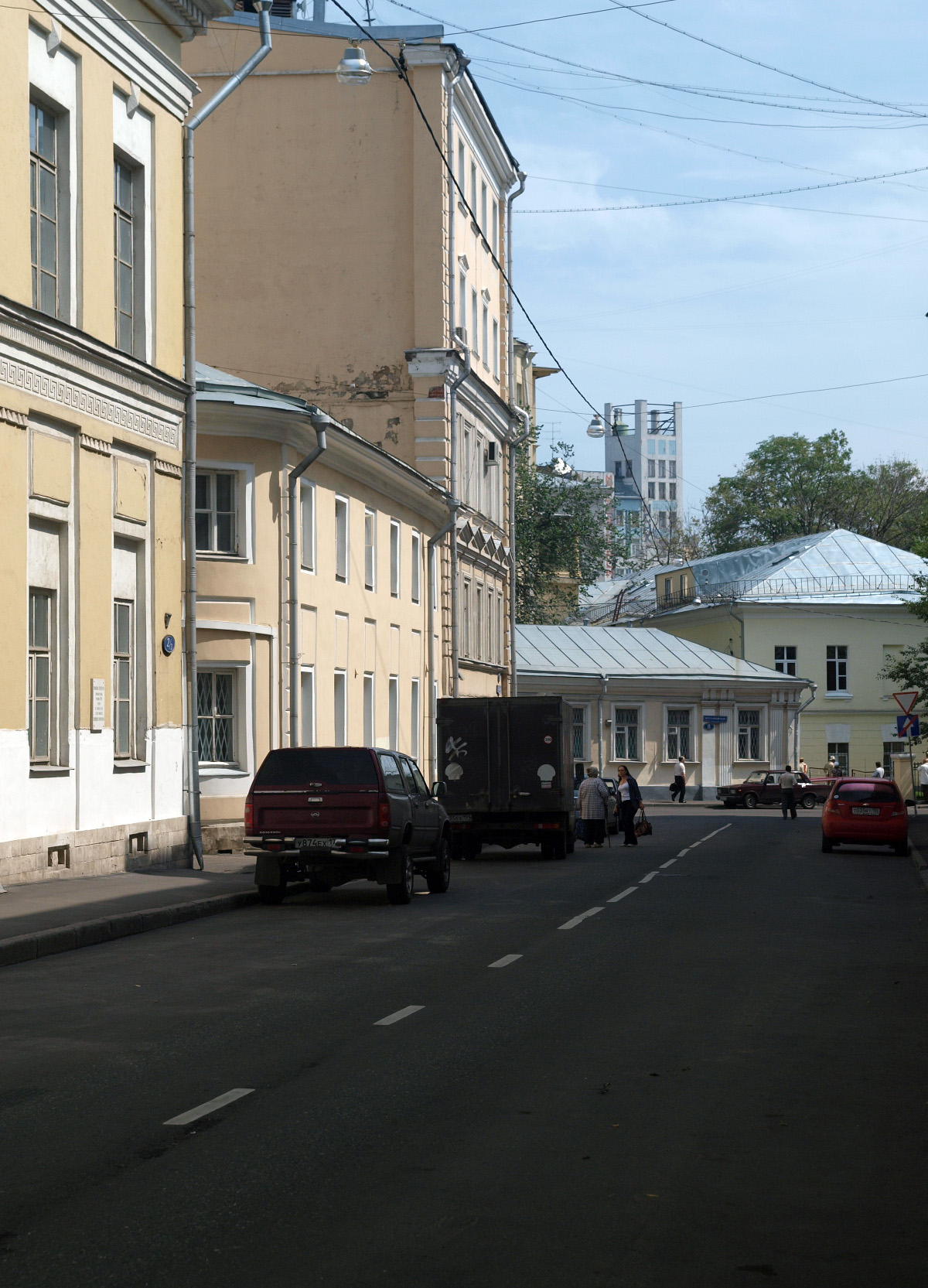
Anfang der Gasse
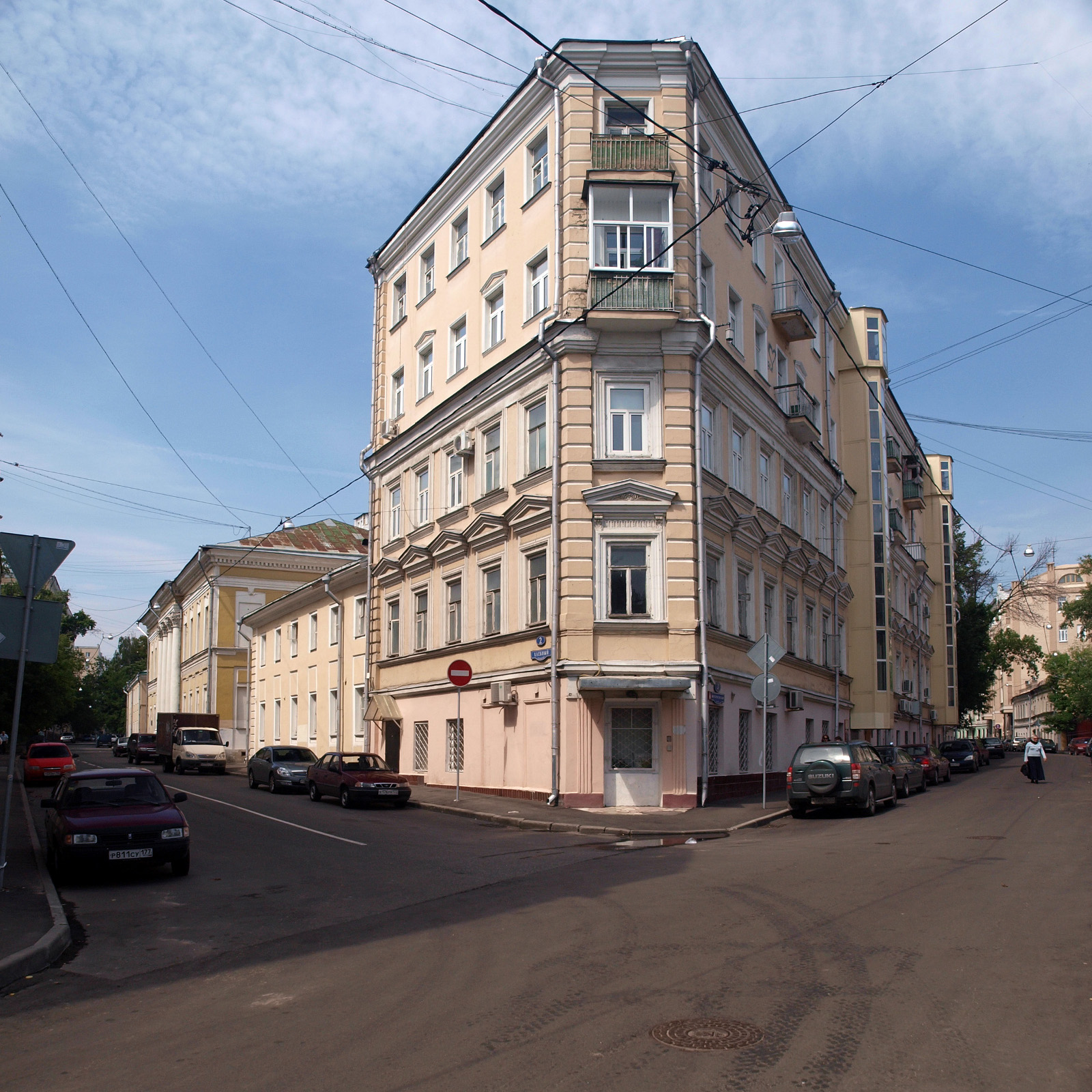
Anfang der Chlebny- (links) und Skatertny-Gasse. Sicht aus der Mersljakowski-Gasse.
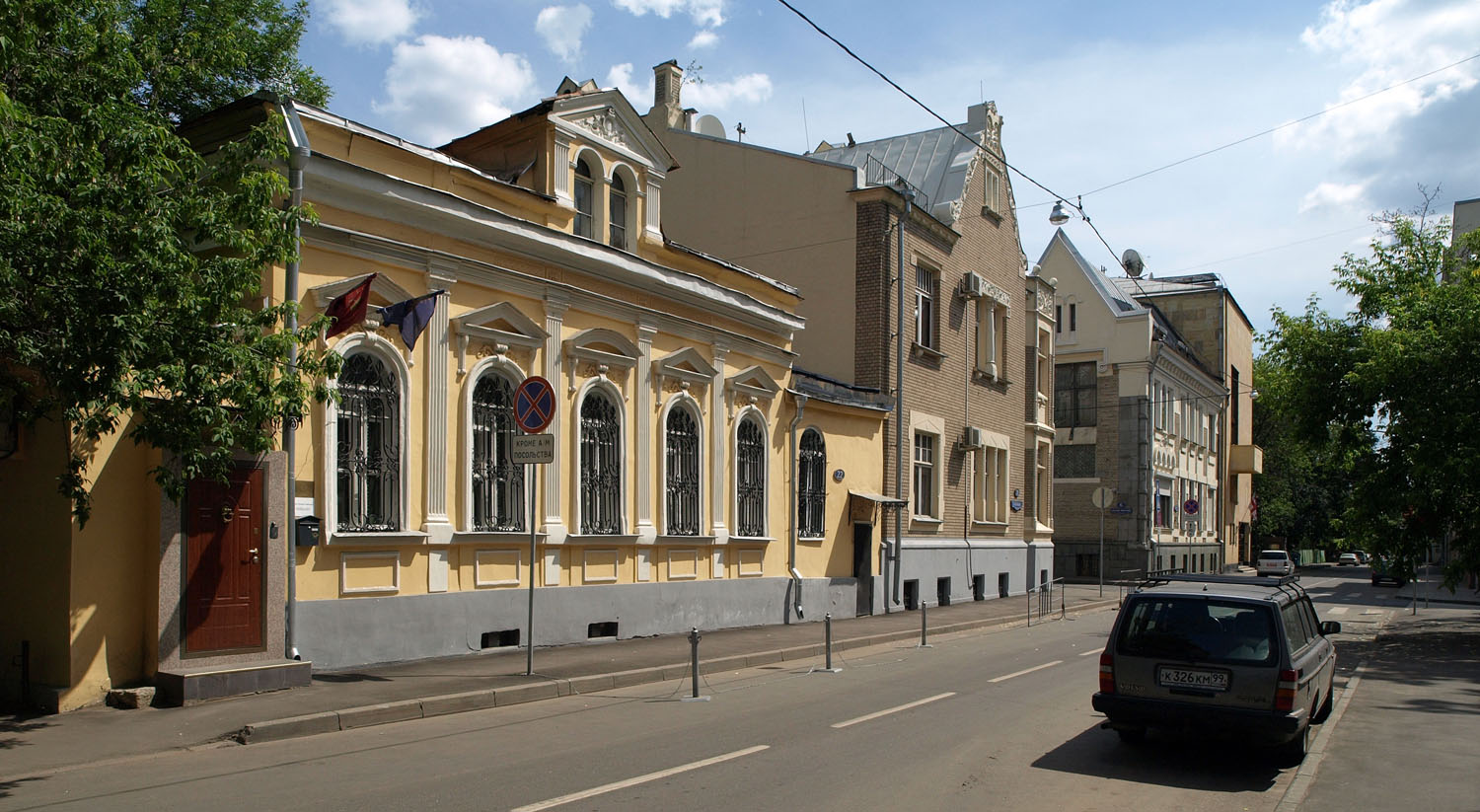